# Kirivong Sok Sen Chey
Kirivong Sok Sen Chey is een voetbalclub uit de provincie Takev, Cambodja. Het speelt in de Cambodjaanse voetbalcompetitie.